# Austrian Death Machine
Austrian Death Machine es una banda de thrash metal y crossover thrash fundada en California en el año 2008. Según su fundador, Tim Lambesis, es una especie de tributo o parodia al actor y exgobernador de california, Arnold Schwarzenegger. 
Sus temas líricos tratan sobre el susodicho Arnold, películas y comedia. 
Actualmente ha publicado dos álbumes y dos EP Total Brutal (2008), A Very Brutal Christmas (EP 2008), Double Brutal (2009) y Jingle All The Way (2011), el tercer álbum de estudio Triple Brutal fue lanzado el 1 de abril de 2014 a través de Artery Recordings.

## Historia
La banda es un proyecto paralelo de Tim Lambesis, vocalista de la agrupación de metalcore As I Lay Dying. Actualmente él se encarga de tocar todos los instrumentos y también es el vocalista. Como artista invitado, Chad Ackerman está a cargo de las voces secundarias y las imágenes caricaturescas de Arnold Schwarzenegger.

## Miembros
Principales
- Tim Lambesis – voz principal, guitarra, bajo, batería
- Chad Ackerman - voz de suplantación Schwarzenegger
- Josh Robert Thompson - Schwarzenegger Schwarzenegger voces de suplantación de Double Brutal
- Joe Gaudet Schwarzenegger voces de suplantación de "Triple Brutal"

En vivo
- Tim Lambesis – voz principal
- Justin Olszewski - voz que suplanta a Schwarzenegger
- Josh Gilbert - bajo
- Jon Rice - batería
- JP Gericke - guitarra
- Mark McDonald - guitarra

## Discografía
- 2008 - Total Brutal
- 2008 - A Very Brutal Christmas (sencillo)
- 2009 - Double Brutal
- 2014 - Triple Brutal
- 2024 - Quad Brutal